# Prolinognathus foleyi
Prolinognathus foleyi är en insektsart som beskrevs av Fahrenholz 1939. Prolinognathus foleyi ingår i släktet Prolinognathus och familjen nötlöss. Inga underarter finns listade i Catalogue of Life.